# Giovanni Poggio
Giovanni Poggio (né à Bologne, en Émilie-Romagne, alors dans les États pontificaux, le 26 janvier 1493, et mort à Bologne le 12 février 1556) est un cardinal italien du XVIe siècle.

## Biographie
Giovanni Poggio est marié et a plusieurs enfants. Devenu veuf, il entre dans les ordres en 1528. Il est nommé protonotaire apostolique et trésorier de la chambre apostolique par Paul III. À partir de 1529 il est nonce (légat a latere à partir de 1551) en Espagne. Il y rencontre notamment, dans l'Académie qui se réunit autour du conquistador Hernan Cortès, le prédicateur Domingo del Pico, qui lui dédie un livre, et le diplomate navarrais Pierre d'Albret qui le cite parmi les membres assidus de cette tertulia.
Poggio est nommé évêque de Tropea (en) en 1541 mais, restant en Espagne où il est toujours nonce, il fait gouverner le diocèse par ses vicaires.
Il est créé cardinal par le pape Jules III lors du consistoire du 20 novembre 1551. Le cardinal Poggio participe aux deux conclaves de 1555 (élection de Marcel II en avril et Paul IV en mai).
Il renonce à son évêché en faveur de son neveu Giovanni Matteo di Lucchi, puis meurt à Bologne le 12 février 1556. Il est enterré dans l'église de San Giacomo de Bologne.